# Autobotok
Az autobotok a Transformers című film „jófiúi”. Ellenségeik az „álcák”. Őseik a 13 Prime és Primus. A Kibertron (Cybertron) bolygóról származnak.
Az Autobotok a Transformers multimédiás sorozatban szereplő érző robotok kitalált frakciója. Az Autobotok a Cybertron bolygóról származó élő robotok, akiket a legtöbb Transformershez hasonlóan egy egyedi „életerő”, az úgynevezett „szikra” hatja át. A legtöbb történetben Optimusz Fővezér vezetésével az Autobotok hisznek abban, hogy „a szabadság minden érző élet joga” és gyakran polgárháborút vívnak az Álcákkal, a Transformerek katonai hódítással foglalkozó frakciójával, amelynek élén általában Megatron áll. A Transformersben bemutatott tüköruniverzumban: Shattered Glass, az Autobotok gonosztevők, akik a hősies Álcákkal állnak szemben.
Az átalakító fogaskerék („T-cog”) és az egyes transzformerek testének élő fémje lehetővé teszi számukra, hogy a természetes robottestükből egy „alternatív üzemmódba” váltsanak, amely valamilyen általuk megfigyelt és beszkennelt technológiai vagy életformán alapul. Amikor először bemutatkoztak, a legtöbb Autobot autóvá, teherautóvá és más közúti járművé alakult át. Idővel az Autobotok olyan alternatív üzemmódokkal jelentek meg, amelyek repülőgépek, fegyverek, robotállatok vagy különféle eszközök (például zenei berendezések vagy mikroszkópok) voltak. A legtöbb Transformers médiában az Autobotok eredetileg a szülőbolygójukon, a Cybertronon honos, földönkívüli stílusú járművekké és technológiává alakulnak át, de később a Földre utazva emberi technológián alapuló alternatív formákat vesznek fel.
Az élőszereplős filmsorozatban, valamint a CGI-animációs sorozatban Transformers: Prime, az Autobotok elnevezés az „Autonomous Robotic Organisms” cím rövidített változata. Japánban az Autobotokat „Cybertronoknak” (サイバトロン, Saibatoron) nevezik, de a Transformers című filmsorozatban Autobotoknak (オートボット, Ōtobotto) nevezik őket: Animated és Transformers: Prime. Olaszországban „Autorobot”-nak hívják őket. Az Autobot jelvényt néha „Autobrand”-ként is emlegetik, ez a kifejezés először a Marvel Comics sorozat 14. számában jelent meg. Az Autobotok leszármazottai, a Maximals a Transformersből: Beast Wars, Japánban Cybertronok néven is ismertek.

## Nevük jelentése
Az „autobot” az „autonóm” (=önállóan mozgó) és a „robot” szavakból tevődik össze, egyúttal utalás az „autó” szóra.

## Autobotok a képregényben
- Optimusz fővezér
- Űrdongó
- Fortyogó
- Izmos
- Acélfej
- Csatár
- Napcsillantó
- Portyázó
- Jazz
- Délibáb
- Kék Villám
- Ösvényvágó
- Racsni
- Kerék
- Röptűz
- Széllovas
- Vadászeb

## Autobotok a mozifilmben
- Optimusz fővezér
- Űrdongó
- Jazz
- Racsni
- Acélfej
- Csatár
- Arcee
- Chromia
- Elita-1
- Szán
- Sárfogó
- Sokk
- Dino
- Agy
- Wheelie
- Que
- Sentinel fővezér
- Padlógáz
- Útszaggató
- Dugóhúzó
- Drift
- Célkereszt
- Vadászeb